# Pancreatite aguda
Pancreatite aguda é quando ocorre uma inflamação súbita do órgão e que pode ser fatal em sua forma mais severa. Após um surto de pancreatite a estrutura e a função do pâncreas habitualmente retornam ao normal.
Pancreatite é uma condição clínica na qual o pâncreas, um órgão atrás do estômago, fica inflamado. O pâncreas produz enzimas digestivas que ajudam na digestão de proteínas e carboidratos. Além disto, o órgão possui células especializadas produção de insulina e glucagon. A pancreatite pode ser aguda ou crônica.

## Causas
A pancreatite aguda pode ser causada diretamente ou indiretamente: 
Direta é quando o pâncreas é afetado através dos seus tecidos ou dutos.
- duto pancreático bloqueado
- obstrução do ducto biliar
- triglicérides em excesso no sangue

Indireta é quando o pâncreas é atingido através de condições (doenças) originadas em outras partes do corpo.
- Fibrose cística
- Infecções virais
- Vírus
- Medicamentos
- Síndrome de Reye